# Федосеев, Владимир Иванович
Владимир Иванович Федосе́ев (род. 5 августа 1932, Ленинград, СССР) — советский и российский дирижёр, баянист, педагог. Народный артист СССР (1980). Лауреат Государственной премии СССР (1989) и Государственной премии РСФСР имени М. И. Глинки (1970). Полный кавалер ордена «За заслуги перед Отечеством». Художественный руководитель и главный дирижёр Большого симфонического оркестра имени П. И. Чайковского с 1974 года.

## Биография
В 1948—1952 годах учился в Ленинградском музыкальном училище имени М. П. Мусоргского по классу баяна, затем ― в Московском музыкально-педагогическом институте имени Гнесиных по классам баяна у Н. Я. Чайкина, и дирижирования у Н. П. Резникова.
По окончании институт в 1957 году поступил в качестве баяниста в Оркестр русских народных инструментов Центрального телевидения и Всесоюзного радио, в 1959—1973 годах — художественный руководитель и главный дирижёр оркестра.
Карьеру симфонического дирижёра начал в оркестре Ленинградской филармонии, выступив по приглашению Е. А. Мравинского с его оркестром в 1971 году.

В 1971 году прошёл аспирантуру при Московской консерватории по классу оперно-симфонического дирижирования у Л. М. Гинзбурга, и в 1974 получил место главного дирижёра и художественного руководителя Большого симфонического оркестра Всесоюзного радио и Центрального телевидения (ныне Большой симфонический оркестр имени П. И. Чайковского), которым руководит до наших дней.

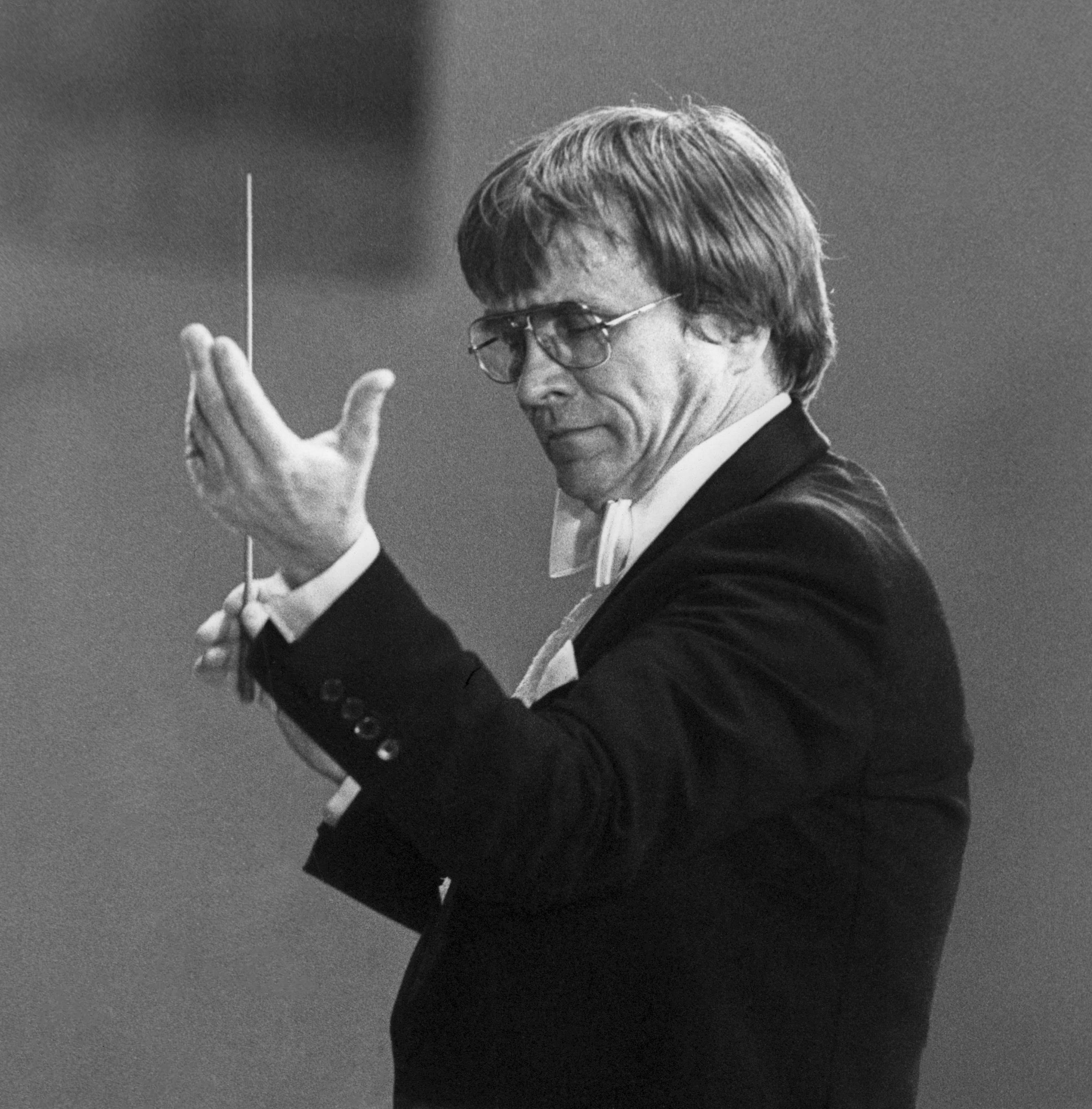
Владимир Иванович Федосеев во время выступления. 1992

Ведёт активную концертную деятельность, выступает с ведущими симфоническими оркестрами мира (Оркестр Тонхалле (Цюрих), Гевандхаус-оркестр (Лейпциг), Филармонический оркестр Радио Франции (Париж), Симфонический оркестр Баварского радио (Мюнхен), Берлинский симфонический оркестр, Дрезденский филармонический оркестр, Кливлендский оркестр, Питтсбургский симфонический оркестр, Симфонический оркестр Финского радио, Симфонический оркестр Штутгартского радио, оркестр Эссена (Германия)).
Также выступает как оперный дирижёр. Дирижировал операми, в т. ч. «Евгений Онегин» П. Чайковского (Большой театр), «Царская невеста» Н. А. Римского-Корсакова (Ленинградский театр оперы и балета им. С. М. Кирова (ныне Мариинский театр).
С 1997 по 2005 годы — главный дирижёр Венского симфонического оркестра. С 1997 года — постоянный приглашённый дирижёр оперного театра Цюриха. С 2000 года — главный приглашённый дирижёр Токийского филармонического оркестра. С 2017 года — музыкальный руководитель и главный приглашенный дирижер «Геликон-опера» в Москве.
С 2004 года преподаёт в Российской академии музыки имени Гнесиных на кафедре оперно-симфонического дирижирования. Профессор. Проводит мастер-классы в Венской консерватории.
С 26 июля 2010 года — член Патриаршего совета по культуре (Русская православная церковь). Член Попечительского совета общины храма Благоверного Царевича Димитрия.

## Оперные постановки

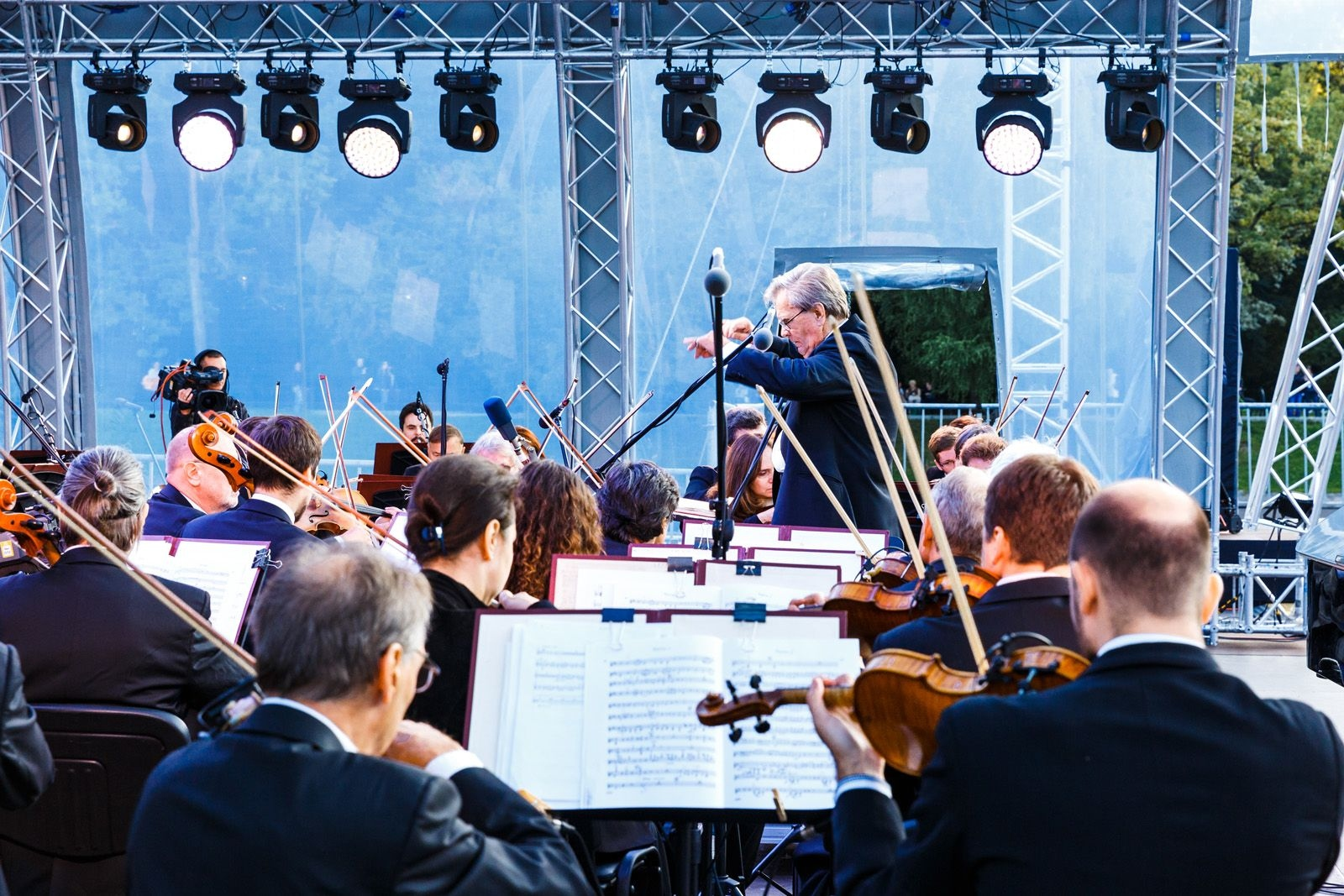
В. Федосеев на водной сцене в Зеленом театре ВДНХ. 2017

Руководил постановкой опер русских композиторов в «Ла Скала» («Сказка о царе Салтане» Н. А. Римского-Корсакова, «Пиковая дама» и балет «Спящая красавица» П. И. Чайковского), оперы «Бенвенуто Челлини» Г. Берлиоза на фестивале «Флорентийский музыкальный май» (1987), опер «Снегурочка» Н. А. Римского-Корсакова, «Алеко» С. В. Рахманинова и «Евгений Онегин» П. И. Чайковского в парижском зале «Плейель» (1987, 1989, 1991), опер «Кармен» Ж. Бизе, «Борис Годунов» М. П. Мусоргского, «Чудесный мандарин» Б. Бартока в Венской опере (1993, 1994, 1995), опер «Осуждение Фауста» Г. Берлиоза (1992), «Лисичка-плутовка» Л. Яначека (2003) на фестивале в Брегенце (Австрия), оперы «Сказание о невидимом граде Китеже и деве Февронии» Н. А. Римского-Корсакова совместно с режиссёром Гарри Купфером на юбилейном, 50-м фестивале в 1995 году, опер «Демон» А. Г. Рубинштейна (1997), «Любовь трех королей» И. Монтемецци (1998), «Золотой петушок» Н. А. Римского-Корсакова (1999).
Поставил оперы «Иван Сусанин» М. И. Глинки (1996), «Демон» А. Г. Рубинштейна (1999), «Аттила» Дж. Верди (1998, совместно с режиссёром Эрвином Пиплицем), «Пиковую даму» П. И. Чайковского и балет «Золушка» С. С. Прокофьев (2000), «Отелло» Дж. Верди и «Хованщина» М. П. Мусоргского (2001), «Дон Кихот» Ж. Массне (2003), «Русалка» А. Дворжака (2010) в оперном театре Цюриха («Opernhaus»).
В 2012 году на Зальцбургском Троицком фестивале дирижировал оперой «Клеопатра» Ж. Массне. В 2016 году — в «Ла Скала» в новых постановках балетов «Щелкунчик» и «Спящая красавица» П. И. Чайковского, а также исполнил в Золотом зале венского Музикферайна «Историю доктора Иоганна Фауста» А. Г. Шнитке.
Был музыкальным руководителем оперы П. И. Чайковского «Иоланта» в Большом театре, в постановке Сергея Женовача (премьера — 28 октября 2015 года).

### Семья
- Жена — Ольга Ивановна Доброхотова (1935—2022), музыковед.
- Дети — сын Михаил (род. 1958), дочь Ирина (род. 1963).

## Награды и звания

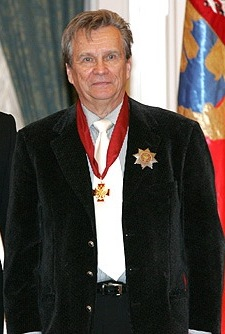
Владимир Федосеев на вручении ордена «За заслуги перед Отечеством» II степени (21 декабря 2005 года)

- Заслуженный артист РСФСР (11 июля 1968 года) — за заслуги в области советского музыкального искусства[8]
- Народный артист РСФСР (26 октября 1973 года) — за большие заслуги в области советского музыкального искусства[9]
- Народный артист СССР (9 декабря 1980 года) — за большие заслуги в развитии и пропаганде советского музыкального искусства[10]
- Государственная премия РСФСР имени М. И. Глинки (1970) — за концертные программы (1967—1969)
- Государственная премия СССР (1989) — за концертные программы (1986—1988)
- Премия Правительства Российской Федерации в области культуры (17 декабря 2010 года)[11]
- Орден «За заслуги перед Отечеством» I степени (30 мая 2018 года) — за большой вклад в развитие отечественной культуры и искусства, средств массовой информации, многолетнюю плодотворную деятельность[12]
- Орден «За заслуги перед Отечеством» II степени (29 ноября 2005 года) — за выдающийся вклад в развитие отечественной культуры и музыкального искусства, многолетнюю творческую деятельность[13]
- Орден «За заслуги перед Отечеством» III степени (26 ноября 2002 года) — за выдающийся вклад в развитие отечественного музыкального искусства[14]
- Орден «За заслуги перед Отечеством» IV степени (7 июня 1996 года) — за заслуги перед государством, многолетнюю плодотворную деятельность в области культуры и искусства[15]
- Орден «За заслуги в культуре и искусстве» (30 декабря 2022 года) — за большой вклад в развитие отечественной культуры и искусства, многолетнюю плодотворную деятельность[16]
- Орден Почёта (16 августа 2013 года) — за большой вклад в развитие музыкального искусства и многолетнюю творческую деятельность[17]
- Медаль Пушкина (4 июня 1999 года) — в ознаменование 200-летия со дня рождения А. С. Пушкина, за заслуги в области культуры, просвещения, литературы и искусства[18]
- Медаль «В память 850-летия Москвы»
- Орден «За заслуги» III степени (30 сентября 1999 года, Украина) — за значительный личный вклад в развитие украинско-российских культурных связей, весомые творческие достижения[19]
- Командорский крест II степени почётного знака «За заслуги перед Австрийской Республикой» (1996 год, Австрия)[20]
- Благодарность Президента Российской Федерации (9 февраля 2013 года) — за многолетнюю плодотворную работу в Совете при Президенте Российской Федерации по культуре и искусству[21]
- Орден «Почётного Креста» I степени (Австрия, 2005)
- Орден святого равноапостольного великого князя Владимира I степени (2000)
- Орден святого благоверного князя Даниила Московского I степени (2017) — во внимание ко вкладу в утверждение традиционных ценностей в обществе и в связи с 85-летием со дня рождения[22]
- Орден святого благоверного князя Даниила Московского II степени
- Орден преподобного Сергия Радонежского 2 степени (2007)
- Медаль святого праведного Филарета Милостивого I степени (2017)[23]
- Премия мэрии Москвы в области литературы и искусства (1997)
- Знак отличия «За заслуги перед Москвой» (21 сентября 2017 года, Москва) — за выдающийся вклад в развитие отечественной культуры и музыкального искусства, многолетнюю плодотворную творческую деятельность[24]
- Национальная российская музыкальная премия «Овация» (2008)
- Национальная премия «Имперская культура» имени Эдуарда Володина (2010)[25]
- Специальная премия «Золотая маска» (2019) «За выдающийся вклад в развитие театрального искусства»[26]
- Орден «Золотой Знак Почёта за заслуги перед Веной» (магистрат Вены, 2002)
- Европейская премия «Треббия» за творческую деятельность (Прага, 2013)
- Премия Союзного государства в области литературы и искусства (2015—2016) — за проект «Песни военных лет»[7]
- Обладатель звания «Заслуженный деятель музыкальных искусств» (2016)
- Межгосударственная премия «Звёзды Содружества» (Совет по гуманитарному сотрудничеству государств — участников СНГ и Межгосударственным фондом гуманитарного сотрудничества государств — участников СНГ, 2014)[27]
- Премия «Легенда» (Ассоциация музыкальных театров России, 2017)[26]
- Золотая медаль Международного общества Густава Малера
- Орден «За трудовую доблесть»
- Знак «Жителю блокадного Ленинграда»
- Премия «Сын Отечества»
- Орден русской Академии искусствознания и музыкального исполнительства
- Памятный знак «Защитник Отечества» (Общероссийское общественное движение «Россия православная»)
- Орденский знак «За жертвенное служение» во имя святых благоверных князей московских Бориса и Глеба I-й степени (Общероссийское общественное движение «Россия православная»)
- Приз «Золотой Орфей» Французской национальной академии грамзаписи (за компакт-диск оперы Н. Римского-Корсакова «Майская ночь»)
- Серебряный приз телерадиокомпании «Асахи» (за программы, включающие сочинения П. Чайковского и Д. Шостаковича)(Япония)
- II премия Международного конкурса звукозаписи 20 лучших симфонических оркестров мира (Япония)
- Золотая звезда почётного гражданина Вены и Венской земли
- Почётный профессор МГУ (2006)[28]
- Академик Академии творчества
- Действительный член (академик) Международной Академии наук
- По представлению Г. В. Свиридова в честь В. И. Федосеева назван астероид (7741) Fedoseev, открытый астрономом Людмилой Карачкиной в Крымской астрофизической обсерватории 1 сентября 1983 года.

## Участие в фильмах
- 2005 — Борис Чайковский. Он жил у музыки в плену (документальный)
- 2008 — Алексей Петренко (из телевизионного документального цикла «Острова»)
- 2011 — Владимир Федосеев. Человек и оркестр (документальный)
- 2014 — Тайна дома в Клину (документальный)